# 博唐
博唐（法語：Bottens）是瑞士联邦西部法语区的沃州下设的一个市镇。在行政上属于沃州格罗区管辖。博唐的总面积为6.89平方公里。截至2007年，总人口为990。

## 地理
博唐西北以塔朗河（le Talent）为界。